# Драгоманов Петро Якимович
Петро Якимович (Якович, Акимович) Драгоманов (29 червня (11 липня) 1802, Монастирські Будища, Гадяцький пов., Полтавська губ. — вересень 1860, м. Гадяч, Полтавська губ.) — правник, колезький асесор, перекладач, поет, нащадок козацького роду, предводитель дворянства, дотримувався декабристських поглядів. Брат Драгоманова Якова Якимовича, батько Михайла Драгоманова та Олени Пчілки, дід Лесі Українки. Дружина — Єлизавета Іванівна Цяцька.

## Життєпис

### Походження
Походив з дрібної полтавської шляхти (дрібнопомісних дворян), нащадків козацької старшини, полковницького роду. Родина була освіченою, поділяла ліберальні для свого часу погляди.
Батько Яким Стефанович Драгоманов — військовий скарбничий, колезький асесор. Мати Ганна Якимівна Драгоманова походила із заможного роду Колодяжинських, яка успадкувала після смерті батька Якима, — урядовця, військового обозного, полкового гадяцького судді, — хутір біля с. Сергіївки Лохвицького повіту та земельний маєток з великою садибою при селі Монастириські Будища, що перейшли «яко посаг» дружини до чоловіка Якима. Брат Яків Якимович — офіцер Полтавського піхотного полку, писав вірші, декабрист, був в'язнем Петропавлівської фортеці, помер на засланні у Сибіру.
Драгоманами козаки називали перекладачів-дипломатів. «У нашій драгоманівській сім'ї, — згадувала Олена Пчілка, — збереглася пам'ять про те, що пращур нашого роду був заволока з Греччини, по національному походженні таки грек; служив він драгоманом при гетьманському уряді, за гетьмана Богдана Хмельницького, в Чигирині».

### Юність
1817 р. Петро Драгоманов вступив до Петербурзького вищого училища правознавства. Після закінчення навчання служив на різних цивільних посадах канцелярії Військового міністерства у Санкт-Пертербузі, згодом — у Тимчасовій комісії для вирішення рахунків по закордонному відділу, у Тимчасовій контрольній комісії Комісаріатського департаменту Військового міністерства, у Провіантному департаменті. Мав літературні здібності, володів французькою, німецькою, латинською та англійською мовами.
Здійснив перші в Російській імперії віршовані переклади Роберта Бернза. У 1828—1832 рр. співпрацював з російськими альманахами і часописами «Північна зірка на 1829 рік», "«Північний Меркурій» (1831 р., переклад Р. Бернза «Песня (Из Борнса)»), «Гірлянда» (1831 р., переклад Р. Бернза «Прощание (Из Борнса)»), «Літературні додатки до „Російського інваліда“», публікував, як перекладені твори (вірші та прозу), так і власні поезії. Автор оповідання "Золотий кубок", "Пікардська легенда" (1831 р.). За спогадами Олени Пчілки йому належало оповідання "Ямщик" - про нещасливе кохання візника і селянської дівчини, для свого часу написане по-новому в реалістичних тонах. Писав байки українською мовою, які не збереглися.
1836 р. залишивши службу вийшов у відставку в ранзі урядовця VIII класу колезького асесора.

### Зрілість
1838 р. повернувся на батьківщину. У Гадячі став на службу виборного земського судді та купив садибу, що розміщувалася в центрі міста на пагорбі неподалік від Соборної площі та колишнього гетьманського замку, відтоді як там оселився Петро Якимович цей пагорб стали називати Драгоманівською горою.
1839 року одружився з Єлизаветою Цяцькою. У подружжя було 6 дітей: Ольга, Михайло, Варвара, Олена, Іван та Олександр. Петро Якимович великі зусилля скеровував на виховання дітей, гартував незалежний дух та упевненість у собі. Перевізши з Петербурга до Гадяча свою бібліотеку, Петро Якимович намагався розвинути в них інтелектуальні інтереси. У роді не переривалися літературні традиції: Яків та Петро заходились коло поетичних перекладів та обидва писали вірші. Про свого батька Михайло Драгоманов пізніше скаже:
|  | Я надто зобов'язаний своєму батьку, який розвив у мені інтелектуальні інтереси, з яким у мене не було морального розладу і боротьби… |

Також він зазначить, що їхня сім'я була українського походження, та такою,
|  | в котрій вже старосвітське українство було підковане новішою російською або ліпше російсько-європейською культурою... Словом, в нашій сім'ї небагато було старосвітського, традиційного українства, а українство жило поряд з російщиною, досить свідомою, літературною, хоч через те, може, і не було у нас того нагону проти українства, як проти мужицтва, який бував по панських (по малопанських часом ще більше, ніж по великопанських) родинах на Україні. Українству у нас одводилась така доля, яку воно само могло займати по своїй культурній силі. |

Поряд з українською мовою, стародавнім побутом, захопленням народними піснями (Петро Якимович збирав народні пісні, частину записів передав родичеві дружини проф. Амвросію Метлинському), панували радикальні політичні настрої. Про погляди свого батька Михайло писав, що вони були сумішшю християнства, вільнодумної філософії XVIII століття, Французької революції і демократичного цесаризму. А звичай П. Драгоманова (якого він навчив і синів) знімати шапку у відповідь на уклін селянства сприймали як знак крайнього вільнодумства і майже неблагонадійності.
Олена Пчілка про хатню атмосферу згодом висловиться так:
|  | Не пам'ятаю я такого, щоб наші старі картали когось із дітей за вільнодумство. Тут була наче якась мовчазна поспільна угода: я не перечу твоїй новій думці вільній, а ти не руш моєї душі. |

У 1840—1847 рр. Петро Якимович був засідателем повітового суду, згодом — приватним адвокатом: клопотався у судових процесах з захисту оселяниних козаків котрі здобували собі волю, незаконно узятих до війська тощо, через що мав конфлікти з місцевими урядовцями та панством.
14 липня 1850 року Полтавське дворянське зібрання на прохання П. Я. Драгоманова розглянуло справу про дворянство роду Драгоманових і постановило приєднати його з дітьми до родини його батька Якима Степановича Драгоманова, занісши в І частину дворянської родослівної книги.
Петро Драгоманов фінансово підтримував бібліотеку в Гадячі.
Приятелював з родиною Михайла Кучинського (дочка Людмила згодом одружиться із Михайлом Драгомановим), Василя Ковалевського, Якова Рудченка, Миколи Шульженка, Амвросія та Семена Метлинських.

### Останні роки життя
Помер Петро Якимович на 58-му році життя у вересні 1860 року від аневризми серця. Панас Мирний описує день поховання так:
|  | За убогим гробом йшла його заплакана жінка з малими сиротами, а коло неї тільки один лисенький панок (Яків Рудченко) із хлопчиком-сином (Панас Мирний) та ціла юрба міщан. Кріпакам було не до того: вони працювали на панщині. |